# Caravaggio (minisèrie)
Caravaggio és una minisèrie de televisió italiana del 2007 dirigida per Angelo Longoni. Es basa en fets de la vida real del pintor barroc Michelangelo Merisi da Caravaggio. S'ha doblat al català.

## Repartiment
- Alessio Boni com a Caravaggio
- Elena Sofia Ricci com a Costanza Colonna
- Jordi Mollà com Francesco Maria del Monte
- Claire Keim com a Fillide Melandroni
- Paolo Briguglia com a Mario Minniti
- Benjamin Sadler com a Onorio Longhi
- Sarah Felberbaum com a Lena
- Maurizio Donadoni com a Ranuccio Tomassoni
- Maria Elena Vandone com a Beatrice Cenci
- Luigi Diberti com a Scipione Borghese
- Ruben Rigillo com a Fabrizio Colonna
- Joachim Bißmeier com el cardenal Gonzaga